# Spilichneumon flavicornis
Spilichneumon flavicornis är en stekelart som först beskrevs av Kiss 1933.  Spilichneumon flavicornis ingår i släktet Spilichneumon och familjen brokparasitsteklar. Inga underarter finns listade i Catalogue of Life.